# (3252) Johnny
(3252) Johnny est un astéroïde de la ceinture principale.

## Description
(3252) Johnny est un astéroïde de la ceinture principale. Il fut découvert le 2 mars 1981 à Siding Spring par Schelte J. Bus. Il présente une orbite caractérisée par un demi-grand axe de 2,66 UA, une excentricité de 0,12 et une inclinaison de 12,7° par rapport à l'écliptique.

## Compléments